# Cañaveruelas
Cañaveruelas é um município da Espanha, na província de Cuenca, comunidade autônoma de Castela-Mancha. Tem 33,57 km² de área e em 2021 tinha 130 habitantes (densidade: 3,9 hab./km²). Limita com os municípios de Alcocer, Alcohujate, Castejón, Sacedón, Tinajas e Villalba del Rey.